# آبشار وروار
آبشار وروار از آبشارهای ایران، استان کرمان در شهرستان عنبرآباد قرار دارد و بلندترین آبشار در خاورمیانه محسوب می شود که در رشته کوه جبال بارز قرار دارد. ارتفاع این آبشار 220 متر است و آب آن از کوه علم‌شاه (با ارتفاع ۳۷۴۰ متر بلندترین قله جبال بارز) سرچشمه می‌گیرد. از روستای رودفرق تا آبشار ۴ ساعت راهپیمایی است. این روستا در ۴۰ کیلومتری شرق عنبرآباد  قرار دارد. رشته کوه جبال بارز با درازای ۲۵۰ کیلومتر، طولانی‌ترین رشته کوه در جنوب شرقی ایران است.